# المحدار
تقع قرية المحدار أو هجرة المحدار إلى الجنوب الغربي من سلوى التابعة لمحافظة الأحساء في المملكة العربية السعودية، التي تبعد عن مدينة الهفوف 155 كيلو مترًا.

## مناخ
يعد مناخ المحدار صحراوي وجاف، وتعاني القرية من تقلبات الأحوال الجوية بشكل كبير، خاصة عند وجود موجة غبار شديدة التي سرعان ما تشكل زحفًا للرمال، فتغطي أجزاء كبيرة من البيوت والمساكن بكل سهولة لأنها بيوت شعبية، ويسبب الكثير من المخاطر الصحية خاصة على مصابي الأمراض الصدرية والربو والأطفال.

## مشاكل
تعاني المحدار من نقصًا واضحًا في المشاريع والخدمات البلدية والمشاريع التعليمية، والكثير من الخدمات الأخرى، بالرغم من قربها الجغرافي لبلدية سلوى لكنها بعيدة عن تلك المشاريع. وفي الوقت الذي تشهد فيه هذه المنطقة تناميًا سكانيًا لم يرافق هذه الكثافة البشرية تقدم في الخدمات البلدية والمتمثلة في أعمال السلفتة والرصف والإنارة، والكثير من الخدمات التي يحتاجها المواطن.
بالإضافة إلى معاناة أهل القرية في النقص الكبير للمياه، وعدم امتلاكهم لخزان مياه في المحدار، ووصوله من طريق منفذ سلوى ببط شديد.